# Coleophoma maculiformis
Coleophoma maculiformis är en svampart som först beskrevs av Cooke & Harkn., och fick sitt nu gällande namn av Franz Petrak 1957. Coleophoma maculiformis ingår i släktet Coleophoma, divisionen sporsäcksvampar och riket svampar.   Inga underarter finns listade i Catalogue of Life.